# Serafina Cinque
Noeme ou Noemy Cinque, en religion Serafina Cinque, née le 31 janvier 1913 à Urucurituba au Brésil, morte le 21 octobre 1988 à Manaus, est une religieuse brésilienne, de l'ordre des Adoratrices du Sang du Christ. Elle enseigne en Amazonie et prodigue des soins infirmiers, surtout à Altamira de 1971 à 1987, où elle fonde des maisons d'accueil et de soin. 
Elle est surnommée « Mère Teresa d'Altamira » et « l'Ange blanc de la Transamazonie ». Reconnue vénérable par l'Église catholique, elle est fêtée le 21 octobre.

## Biographie
Noeme Cinque est née à Boca das Garças, une localité de la municipalité d'Urucurituba, dans l'État d'Amazonas, au Brésil, le 31 janvier 1913,,. Ses parents sont d'origine italienne, venant de la ville de Salerne, qui deviennent producteurs de cacao. De santé fragile, elle est la deuxième de douze enfants.
Elle entreprend des études pour être enseignante. Son diplôme acquis, elle commence à enseigner à vingt ans dans la forêt amazonienne ainsi qu'à Manaus. 
Ayant aussi la vocation religieuse, elle entre en 1946 dans la congrégation des religieuses Adoratrices du Sang du Christ, venues des États-Unis. Elle rejoint le noviciat de cet ordre, et elle s'occupe des pauvres et des malades. En complément du noviciat, elle effectue des études d'infirmière pour aider les malades de façon plus qualifiée.
Nommée dans une zone de la forêt où il n'y a aucun médecin, elle est le seul recours médical pour la population d'une vaste région. Elle partage son temps entre l'enseignement, les soins infirmiers et les conseils en matière d'hygiène et de nutrition,. Elle encourage les jeunes à bien étudier pour leur assurer un bon avenir. Elle veille de près sur les femmes enceintes pour réduite la mortalité maternelle et néo natale.
Elle est particulièrement renommée pour son action à Altamira, où elle est affectée à partir de 1971,. Elle accueille les arrivants, venant surtout des villages de la forêt, attirés par l'appât du gain avec l'ouverture de la route trans-amazonienne en 1972, mais se retrouvant démunis et sans toit,,. 
Elle s'occupe particulièrement des sans logis, et elle sollicite les commerçants et les habitants ; les villageois de la forêt apportent aussi leur aide. Elle ouvre en 1984 une maison pour les femmes enceintes, qu'elle appelle la maison de la Divine Providence, et une autre maison pour les malades, la maison de Saint-Gaspar, accueillant rapidement cent personnes,. Beaucoup de bénévoles viennent l'aider. Elle œuvre à Altamira jusqu'en 1987.
Elle est surnommée « Mère Teresa d'Altamira », et « l'Ange blanc de la Transamazonie » par la presse nationale brésilienne.
Elle est victime d'épuisement à cause d'un lymphome, cancer du système lymphatique,. Elle meurt le 21 octobre 1988 à Manaus, en réputation de sainteté.

## Reconnaissance
La réputation de sainteté de sœur Serafina résiste au temps, la qualité et la durabilité de son œuvre, ainsi que le nombre de grâces obtenues par son intercession, entraînent l'ouverture de son procès en béatification.
Le dossier pour la béatification de sœur Serafina Cinque est étudié au niveau diocésain, puis transmis à Rome, où commence ensuite une nouvelle enquête, sous l'égide de la Congrégation pour la cause des saints, avec la commission théologique.
Le résultat étant positif, le pape François autorise le 27 janvier 2014 la promulgation du décret reconnaissant les vertus héroïques de Serafina Cinque, ce qui la proclame vénérable,,. La procédure pour son éventuelle béatification attend la reconnaissance d'un miracle dû à son intercession.
Sa fête est célébrée le 21 octobre.
Une école porte son nom à Manaus, l'école municipale Irmã Serafina Cinque.